# فيلانى كويلا
فيلانى كويلا (بالإنجليزية: Philani) (18 مايو 1979 في جنوب أفريقيا - ) هو لاعب كرة قدم جنوب أفريقي في مركز الهجوم. شارك مع منتخب جنوب أفريقيا تحت 20 سنة لكرة القدم. أما مع النوادي، فقد لعب مع أورلاندو بيراتس ونادي بيكامكس بين دونغ ونيجري سمبيلان ‏.

## وصلات خارجية
- فيلانى كويلا على موقع قاعدة بيانات كرة القدم.إي يو (الإنجليزية)